# Allium stoloniferum
Allium stoloniferum là một loài thực vật có hoa trong họ Amaryllidaceae. Loài này được Ownbey ex T.D.Jacobson mô tả khoa học đầu tiên năm 1979.